# Гравитация (телесериал)
«Гравита́ция» (англ. Gravity) — американский комедийно-драматический телесериал, созданный Джилл Франклин и Эриком Шеффером. Шоу транслировалось на канале Starz с 23 апреля по 25 июня 2010 года.

## Сюжет
Сериал повествует о людях, которые некогда пытались свести счёты с жизнью, однако выжили после попытки суицида. Теперь они хотят воспользоваться своим вторым шансом. Они организуют группу поддержки неудавшихся самоубийц, чтобы помогать друг другу и делиться своими проблемами и переживаниями.

## В ролях
- Иван Сергей — Роберт Коллинсворт
- Кристен Риттер — Лили Шампэйн
- Эрик Шеффер — детектив Кристиан Миллер
- Рэйчел Хантер — Шона Роллинс
- Робин Коэн — Карла
- Джеймс Мартинес — Хорхе Санчес
- Сет Нумрик — Адам Розенблум
- Винг Рэймс — Догг Макфи

## Создание
Франклин создала шоу во время забастовки Гильдии сценаристов США. Она известна своей номинацией на «Эмми» за эпизод "The Yada Yada" телесериала «Сайнфелд». В 2008 году к ней присоединился Эрик Шеффер и они вместе продали шоу телеканалу Starz. Рабочими названиями сериала были «Самоубийства для чайников» и «Неспособность летать».

## Эпизоды
| №  | Название                                            | Режиссёр    | Автор сценария               | Дата премьеры  | Зрители в США (млн) |
| -- | --------------------------------------------------- | ----------- | ---------------------------- | -------------- | ------------------- |
| 1  | «Suicide Dummies» «Самоубийства для чайников»       | Эрик Шеффер | Эрик Шеффер и Джилл Франклин | 23 апреля 2010 | 0,123               |
| 2  | «Namaste MF» «Намасте, б...»                        | Эрик Шеффер | Джилл Франклин и Эрик Шеффер | 30 апреля 2010 | N/A                 |
| 3  | «One Cold Swim Away» «Уплыть в холод»               | Эрик Шеффер | Эрик Шеффер и Джилл Франклин | 7 мая 2010     | 0,088               |
| 4  | «Old People Creep Me Out» «Старые люди меня пугают» | Эрик Шеффер | Джилл Франклин и Эрик Шеффер | 14 мая 2010    | 0,146               |
| 5  | «Love At First Suicide» «Любовь с первого суицида»  | Эрик Шеффер | Джилл Франклин и Эрик Шеффер | 21 мая 2010    | 0,111               |
| 6  | «Dogg Day Afternoon» «День Догга»                   | Эрик Шеффер | Дэн Пастернак                | 28 мая 2010    | 0,029               |
| 7  | «Let It Mellow» «Пусть зреет»                       | Эрик Шеффер | Джилл Франклин и Эрик Шеффер | 4 июня 2010    | 0,040               |
| 8  | «Damn Skippy» «Чёртов Скиппи»                       | Эрик Шеффер | Эрик Шеффер и Джилл Франклин | 11 июня 2010   | N/A                 |
| 9  | «Calemnity» «Калемнити»                             | Эрик Шеффер | Джилл Франклин и Эрик Шеффер | 18 июня 2010   | 0,107               |
| 10 | «Are We All Just Dead?» «Мы все просто умерли?»     | Эрик Шеффер | Эрик Шеффер и Джилл Франклин | 25 июня 2010   | 0,054               |